# 聚噻吩

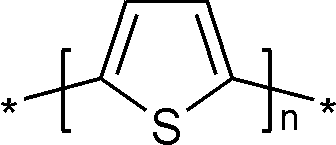
未取代聚噻吩的重复单体单元。

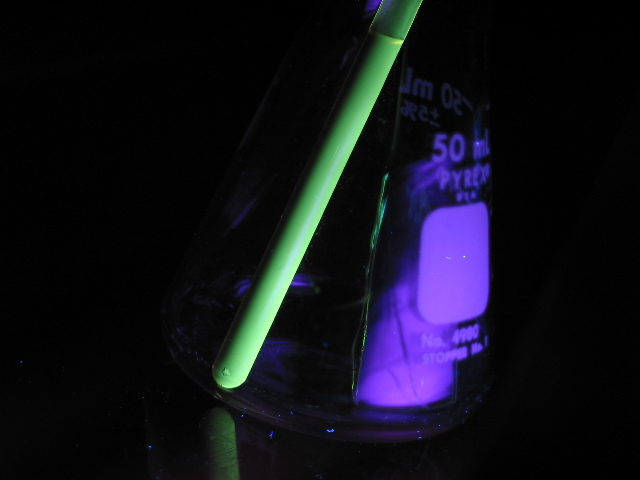
取代聚噻吩有时具有特殊的光学性质，例如可在紫外光照射下发出荧光等。

聚噻吩（Polythiophene，缩写PT）是噻吩聚合生成的高分子化合物。在通过掺杂向其共轭的π轨道引入或去除电子时，它可转变为导体。因此聚噻吩及其类似物是近些年的研究热门课题，2000年诺贝尔化学奖即是颁给研究这一主题的艾伦·黑格、艾伦·麦克德尔米德和白川英树。
导电性是这些化合物最重要的性质，是由电子在聚合物主链上离域而产生。除了导电性以外，聚噻吩还有奇特的光学性质。在溶剂、温度、电位和其他分子等环境因素影响下，聚噻吩主链发生扭转，共轭结构被破坏，致使其迅速发生颜色的转变。上述特殊的电学和光学性质使聚噻吩和类似的共轭聚合物有作为传感器的潜在应用。

## 产生导电性和掺杂的机制

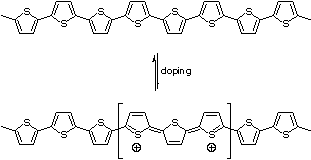
图1．从聚噻吩链上去除两个电子时产生的双极化子。

电子在导电聚合物的共轭主链上，（通常）通过π轨道的重叠而发生离域，产生价带充满电子的延伸π系统。从该π系统去除电子（“p-掺杂”）或添加电子（“n-掺杂”）时，均产生带电的双极化子单元（图1）。产生的双极化子作为一个整体沿着聚合物链移动，它是聚合物具导电性的微观原因。
共轭聚合物中的掺杂水平一般较高，在20～40%左右，远比半导体中的掺杂（＜1%）要高。聚噻吩类聚合物的电导率一般低于1000 S/cm。McCullough 等曾报道制得电导率达1000 S/cm的碘掺杂的聚(3-十二烷基噻吩)。
导电聚合物的氧化和反离子的引入（掺杂）可以通过电化学或化学方法同时实现。电化学合成聚噻吩时，溶剂中的电解质在噻吩在阳极表面发生聚合时与聚合物相结合，在电极上生成含有反离子的聚噻吩薄膜，该薄膜很容易从电极上剥下来。除此以外，掺杂也可在合成不带电的导电聚合物后进行。
导电聚合物的还原掺杂（n-掺杂）较氧化掺杂少见。对聚(联噻吩)的电化学还原掺杂进行研究时，结果发现还原掺杂不仅程度低于氧化掺杂，循环不如氧化掺杂高效、需要更多循环才能实现最高掺杂程度，而且还原掺杂似乎是动力学不利的过程，这可能与反离子在聚合物中的扩散有关。
聚噻吩的掺杂可用许多试剂实现。碘和溴掺杂的聚合物一般导电率较高，但稳定性不高，会逐渐从材料中挥发出去。另一方面有机酸如三氟乙酸、丙酸和磺酸掺杂的聚噻吩虽不如碘掺杂聚噻吩的导电率高，但具有较好的环境稳定性。此外三氯化金和三氟甲磺酸也是可用的p型掺杂剂。
氯化铁氧化聚合制取聚噻吩时还伴随有氯化铁对聚合物的掺杂作用，例如，溶解在甲苯中的聚(3-辛基噻吩)可被氯化铁六水合物（乙腈溶液）掺杂，并被制成导电率达1 S/cm的薄膜。而且，基体辅助激光解吸/电离质谱（MALDI-MS）研究还发现，在通过氯化铁氧化聚合制取聚(3-己基噻吩)衍生物时，氯化铁还可以对聚合物发生氯代作用，生成相应的氯代衍生物。

## 相关文献
有关聚噻吩的综述：
- Street、Clarke，1981年（首份有关聚噻吩的综述）：Street, G. B.; Clarke, T. C. IBM J. Res. Dev. 1981, 25, 51–57.
- Schopf、Koßmehl，1997年（1990～1994年间相关文献）：Schopf, G.; Koßmehl, G. Adv. Polym. Sci. 1997, 129, 1–166.
- Roncali，1992年（电化学合成）：Roncali, Jean. . Chemical Reviews. 1992, 92: 711. doi:10.1021/cr00012a009.
- Roncali，1997年（取代聚噻吩的电学性质）：Roncali, Jean. . Chemical Reviews. 1997, 97: 173. doi:10.1021/cr950257t.
- McCullough，1998年（导电聚噻吩的合成）：McCullough, Richard D.; Tristram-Nagle, Stephanie; Williams, Shawn P.; Lowe, Renae D.; Jayaraman, Manikandan (1993). "Self-orienting head-to-tail poly(3-alkylthiophenes): new insights on structure-property relationships in conducting polymers". Journal of the American Chemical Society 115: 4910. doi:10.1021/ja00064a070.
- Reddinger、Reynolds，1999年（1990年以来有关共轭聚合物的文献）：Reddinger, J. L.; Reynolds, J. R. Adv. Polym. Sci. 1999, 145, 57–122.
- Swager 等，2000年（以共轭聚合物为基础的化学传感器）：McQuade, D. Tyler; Pullen, Anthony E.; Swager, Timothy M. . Chemical Reviews. 2000, 100: 2537. doi:10.1021/cr9801014.